# Bar Kochba (spolek)
Bar Kochba byla židovská studentská organizace založená na konci 19. století v Praze. Hrála zásadní roli ve formování sionistického hnutí v českých zemích před první světovou válkou.

## Historie
Počátek hnutí je možné sledovat do roku 1893, kdy bylo židovskými studenty Pražské německé univerzity založeno Makabejské hnutí. 
Rozhodující roli uvnitř Makabejského hnutí však překvapivě nehráli česky ani německy hovořící židovští studenti, nýbrž především ruští studenti v reakci na antisemitské projevy německých nacionalistických studentů univerzity. 
Ruští předáci hnutí však nedokázali získat mnoho studentů z Čech. V roce 1896 organizace změnila svůj název a upravila své stanovy. Nová entita Verein der jüdischen Hochschüler in Prag (Srdužení židovských akademiků v Praze) ustoupila od původního sionistického programu a svou pozornost zaměřila na “etické a materiální zájmy židovských studentů”.
V roce 1899 se vedení rozhodlo znovu změnit název na Bar Kochba, byť stále s českým a německým dovětkem “Verein der jüdischen Hochschüler in Prag / Spolek židovských akademiků v Praze”. Orientace hnutí byla nyní již zcela otevřeně sionistická.
Přelom v historii hnutí Bar Kochba znamenal začátek první světové války. V době došlo k přechodu od intelektuálně-teoretických ideálů k praktickému zavádění sionistické politiky. Ačkoli význam hnutí po skončení války upadl a jeho činnost prakticky nahradila sionistická organizace vedená Theodorem Herzlem, někdejší členové české skupiny Bar Kochba zastávali rozhodující postavení v mnoha organizacích, včetně Československé sionistické federace (Josef Rufeisen, Franz Kahn), Židovské strany (Max Brod, Angelo Goldstein či Emil Margulies) a židovského tisku (Felix Weltsch, Friedrich Thieberger).
Někteří bývalí členové hnutí Bar Kochba stáli později v čele různých sionistických hnutí v Německu, ve Spojeném království a Palestině. Hugo Bergmann byl ředitelem knihovny Hebrejské univerzity v Jeruzalémě a později se stal jejím prvním rektorem. Leo Herrmann byl generálním tajemníkem mezinárodní kanceláře Židovského národního fondu, Robert Weltsch byl v letech 1918 až 1938 hlavním editorem deníku Jüdische Rundschau v Berlíně a Siegmund Kaznelson byl vedoucím nakladatelství Jüdischer Verlag v Berlíně. Roku 1925 spoluzakládali Hugo Bergmann, Robert Weltsch a Hans Kohn rovněž organizaci Brit šalom pro židovsko-arabský dialog v Jeruzalémě. 
Na rozdíl od Herzlova sdružení českých Židů, jehož členská základna trvale rostla až do počátku druhé světové války, české hnutí Bar Kochba ukončilo v lednu 1937 z důvodu nedostatku členů oficiálně činnost.